# Dicromantispa sayi
Dicromantispa sayi là một loài côn trùng trong họ Mantispidae thuộc bộ Neuroptera. Loài này được Banks miêu tả năm 1897.